# Richard Chase
Richard Trenton Chase (Santa Clara, Kalifornia, 1950. május 23. – San Quentin állami börtön, Kalifornia, 1980. december 26.) amerikai sorozatgyilkos, aki 6 embert ölt meg egy hónap leforgása alatt Kaliforniában. A Sacramentói vámpírként vált ismertté, nevét onnan kapta, hogy ivott megölt áldozatai véréből és evett is a holttestekből.

## Élete

### Kezdetek
1950-ben született, volt egy négy évvel fiatalabb húga. Apja szigorúan nevelte őket, feleségével gyakran veszekedett. Chase már kisgyerekként is szeretett tüzeket gyújtani és állatokat kínozni. 10 éves korára már macskákat ölt, dohányzott, ivott és gyakran keveredett bajba, de semmi megbánást nem tanúsított.
Sok nővel randevúzott. Egyikük felrótta neki, hogy nem volt képes tartós erekciót produkálni. Ez zavarta Chase-t és 18 évesen elment egy pszichiáterhez, aki megállapította, azért lehetnek ilyen gondjai, mert elfojtja dühét. A pszichiáter elmondása szerint Chase-nek voltak más mentális problémai, de nem gondolt arra, hogy bármi bajt okozhat.
Miután elköltözött szülei házából, sok szobatársa volt, akik Chase bizarr viselkedéséről és erős drogfüggőségéről számoltak be. Nem volt sok barátja, de még az a kevés is, aki volt, furcsállta viselkedését. Egyszer bedeszkázta a hálószoba ajtaját és előkészített egy vészkijáratot. A szobatársak elmondása szerint állandóan marihuanától, LSD-től vagy alkoholtól volt bódult. Meztelenül járkált a lakásban, még társaságban is. Ezután a szobatársak Chase kiköltözését követelték, de ő nem volt hajlandó elmenni, ezért a szobatársak hagyták ott.
Chase furcsaságai egyre folytatódtak; egyszer a sürgősségire lépett be és az embert kereste, aki ellopta az egyik artériáját, gyakran panaszkodott arra, hogy nem ver a szíve, vagy hogy a hasával nincs rendben valami. Pszichiáterek megállapították, hogy paranoid szkizofréniától szenved, mások szerint csak a túl sok bódítószer mellékhatása volt. Chase-t 72 órás megfigyelés alatt tartották, de bármikor engedély nélkül elmehetett, végül távozott.

### A vég kezdete
Élete egyre inkább rendezetlenebbé vált, egyre jobban elmélyült a hipochondriában és a drogokban. Chase ekkoriban 152 cm magas és 66 kilogramm súlyú volt. Rövid időre visszaköltözött édesanyjához, aki időközben elvált apjától, de azt hitte, anyja meg akarja mérgezni. Apja rávette, hogy költözzön el onnan és szerzett neki egy lakást. Ekkor kezdett nyulakat ölni és kibelezni, amiket vásárolt vagy maga kapott el és megette a nyers belsőségeket és ivott a vérükből. Egyszer egy nyúl vérét injekciózta magába, amitől nagyon beteg lett, ő azt gondolta, hogy a nyúl korábban akkumulátorsavat evett és az szivárog a gyomrába, a valóságban persze vérmérgezést kapott. A pszichiáterek végül arra jutottak, hogy Chase szkizofrén, testi érzékcsalódásokkal. Próbálták gyógyszeres kezeléssel meggyógyítani, de ez a drog használata miatt nem sikerült. 1976-ban megszökött, és visszament anyja házába, ahonnan ismét visszaszállították a kórházba, a Beverly Manorba. Itt kapta „Drakula” becenevét is. Gyakran beszélt a nyulak megöléséről, egy nap véres szájjal találtak rá, az ablakban pedig két eltört nyakú madár volt, akiknek megitta vérét (Renfield-szindróma). Végül is elengedték, mert úgy vélték, nem lehet veszélyes senkire. Szülei vállalták érte a felelősséget és gondoskodtak róla, édesanyja fizette a lakbérét és be is vásárolt fiának.
Chase új lakásba került és elkezdett újra nyulakat, macskákat, kutyákat összeszedni és megkínozni és megölni. Mindezt azért, hogy megihassa vérüket. Néha a szomszédok kedvenceit lopta el és egyszer felhívta az egyik családot, – akik elveszett kutyájukat keresték – hogy elmondja, mit tett az állattal. Fegyvereket vásárolt és gyakorolni kezdett velük. Pszichiátriai kezelés alatt állt, mégsem felügyelt rá senki, sőt anyja leszoktatta fiát a gyógyszerekről, mert úgy vélte, fiának nincs szüksége rájuk. 1977-ben lejárt a szülők által viselt gondviselés, de azok nem újították meg, így Chase egyedül maradt. Anyja egyszer meglátogatta, ott tartózkodása alatt egyszer hangos zajokat hallott és kinyitotta az ajtót, Chase egy döglött macskát tartott. Az egész arca és nyaka csupa vér volt. Az anyja nem tett semmit és sosem jelentette a történteket. Szintén 1977-ben, augusztus 3-án a nevadai Pyramid Lake közelében találták meg Chase Ford Ranchero típusú kocsiját. Az autóban találtak két pisztolyt és egy kupac véres férfiruhát. Az autó véres volt, ezek mellett találtak még egy vérrel teli fehér, műanyag vödröt, amiben volt egy máj is. Chase-t meztelenül és véresen találták meg. Megpróbált elmenekülni, de elkapták és visszavitték az autójához. Chase azt állította, hogy a vér az övé, a májról pedig kiderült, hogy egy tehéné volt.
Tetszett neki Kenneth Bianchi és Angelo Buono gyilkosságsorozata, A gyilkosok a hillside-i fojtogatók (Hillside Strangler) néven váltak ismertté. Chase élvezettel olvasott róluk az újságban. Chase-nek fegyvere volt, nem tudta hol vannak a határok, nem tartott semmitől, ez önmagában is végzetes kombináció, de ehhez még hozzájött a vérhez való furcsa kapcsolata. Egyre merészebbé vált.

## A gyilkosságok

### 1977. december 29.
Első áldozata Ambrose Griffin, mérnök volt. A férfi 51 éves, kétgyermekes apa volt. Feleségével épp vásárlásból tértek haza. A feleség kivetett egy zacskó burgonyát a kocsiból, a férj pedig két csomag élelmiszert vitt, amikor összeesett. Először azt hitték szívroham, de később kiderült a valódi ok; a férjét lelőtték. A férfi egyik fia elmesélte, hogy látott egy alakot pisztollyal sétálni az East Sacramento környékén. Követték a gyanús férfit és kihívták a rendőrséget, de kiderült róla, hogy nem ő a felelős Griffin haláláért, ugyanis fegyvere nem a .22 kaliberű gyilkos fegyver volt. A következő napon egy híradós stáb két töltényhüvelyt talált a járdán, Griffinék háza előtt. A lövöldözés utáni másnap egy 12 éves fiú jelentette, hogy biciklizés közben egy húszas éveiben járó, hosszú hajú férfi lőtt rá egy Pontiacból (Pontiac Trans Am). A fiút hipnotizálták, és sikerült megtudni az autó rendszámát, 219EEP. De ez a nyom nem vezetett eredményre. Ezután egy nő jelentette be a rendőrségnél, hogy valaki december 27-én belőtt otthonába. A nő csak pár házra élt Griffinéktől. A nő konyhájának átkutása közben találtak egy .22-es kaliberú golyót, később kiderült ez ugyanabból a fegyverből származott, mint amelyikkel megölték Griffint. De ennél többre nem jutottak.
1978. január 11-én Dawn Larsonnek volt egy furcsa találkozása Chase-zel. (Azalatt, amíg Chase szomszédságában élt a Watt Avenue-n sokszor látta, hogy Chase a szabályok ellenére állatokat visz fel magához, de sosem látta viszont azokat). Chase cigarettát kért a nőtől, és Dawn adott neki egyet, ám Chase nem engedte elmenni, ekkor neki adta az egész dobozt, ekkor szabadon elmehetett.
Alig két héttel később Jeanne Layton meglátott egy eléggé ápolatlan külsejű, hosszú hajú fiatalembert, amint lakása felé közeledett. Először megpróbált bejutni az ajtón, majd az ablakokon, ám mindent zárva talált. Ezután a férfi visszatért az ajtóhoz, ahol találkozott Laytonnal, a férfi végignézett rajta, majd hátat fordított, rágyújtott egy cigarettára és a hátsó udvaron keresztül távozott.
A utcában kicsit lejjebb Robert és Barbara Edwards épp a házba vitték az élelmiszert, amikor bentről zajok szűrődtek ki. A házban lévő férfi meglátta őket és futni kezdett. Hallották, hogy a ház hátsó ablaka becsapódik és egy zilált alak fut feléjük. Edwards megpróbálta megállítani, de a férfi kifutott az utcára. Edwards folytatta az üldözést, de nyomát vesztette, mikor átugrott egy kerítésen. A rendőrség megállapította, hogy a férfi a frissen mosott gyerekruhára vizelt és az ágyra székelt.

### 1978. január 21.
Teresa Wallin 22 éves volt és 3 hónapos terhes. Mielőtt Chase belépett a lakásba egy .22-es kaliberű golyót helyezett el a postaládába. Terryvel az ajtóban futott össze, amikor a nő épp a szemetet vitte ki. A nő elejtette a zsákot, a férfi pedig kétszer a nőbe lőtt. Az egyik golyó a tenyerébe fúródott, ahogy a nő védekezésül maga elé tartotta. A golyó a könyökén jön ki a karjából, majd a nyakába csapódott. A másik golyó a koponya felső részén haladt át. Teresa ezután összerogyott, Chase pedig még egy golyót eresztett a nő halántékába. Ezután a hálószobába vonszolta a holttestet, hatalmas vért hagyva maga után. Ezután a konyhából hozott egy kést és a szemeteszacskóból kivett egy üres joghurtos dobozt.
Amikor David Wallin aznap este hatkor hazaért a lakást teljes sötétségben találta és feleségét nem találta sehol. Furcsamód a lemezjátszó ment. Ami igazán aggasztotta az a szemeteszsák és a szőnyegen lévő furcsa olajszerű foltok voltak. A foltok a hálószobába vezettek, ahol szörnyű látvány fogadta a férfit – kiáltozni kezdett. A felesége az ajtóban feküdt a hátán. A pulóvere fel volt tűrve a mellei fölé, a nadrágja és fehérneműje pedig a bokájánál volt. A térdei olyan pózban voltak szétfeszítve, ami egyértelművé tette, hogy a nőt megerőszakolták. A bal mellbimbóját levágták, a szegycsont alatt felvágták a testet és a lépet, valamint a beleket teljesen kifordították. Chase többször megszúrta a tüdőt, a májat, a rekeszizmot és a bal oldali mellett. Emellett a veséket is kivágta és a hasnyálmirigyet is kettévágta. A veséket visszatette a testbe. A fürdőszoba is véres volt, később kiderült, hogy Chase "megfürdött" a nő vérében; bekente kezét és arcát, majd az ujjairól lenyalta a vért. A nő közelében megtalálták a joghurtos dobozt, ami szintén véres volt, mintha abból itta volna a vért. A nő szájában állati ürüléket is találtak, a test körül furcsa véres köröket találtak, mintha vödrök lenyomatai lettek volna.
Két nappal később, egy megcsonkított kutyakölyköt találtak nem messze Wallin otthonától. Kicsit korábban egy csapzott hajú férfi két kutyakölyköt vásárolt egy családtól, nem is érdekelte milyen kutyát kap; hímet vagy nőstényt. A másik kutyakölyköt később a szemétben találták meg.

### 1978. január 27.
A 38 éves Evelyn Miroth 22 hónapos unokaöccsére vigyázott, 1 mérföldre Wallinék otthonától. Átjött hozzájuk Dan Meredith, egy 51 éves barát. Eredetileg úgy volt, hogy Evelyn 6 éves fiát, Jasont átküldi egyik barátjához. Amikor a fiú nem érkezett meg az ismerős lánya átment hozzájuk megnézni, hogy minden rendben van-e. Miután nem nyitottak ajtót, úgy döntöttek bemennek a házba, ahol borzalmas látvány fogadta őket. Dan Meredith az előszobában feküdt, körülötte rengeteg vér, a fején egy lövés látszott. A véres nyomok folytatódtak a fürdőszobában, ahol a kádban véres vizet találtak. Evelynt a hálószobában találták meg, az ágyon feküdt. Őt is fejbe lőtték és lábai szét voltak tárva, hasát felvágták és beleit kifordították. A közelében találtak két vérest kést. Feltételezik, hogy a nő éppen fürdött, mikor gyilkosa meglepte és csak azután vonszolta az ágyhoz. Megerőszakolta a nőt, legalább hatszor megszúrta a nő végbélnyílását, a nyakán is több vágást ejtett, és megpróbálta szemeit eltávolítani. A szőnyegen lévő véres foltokból arra következtetnek, hogy valamiben ismét összegyűjtötte a vért. Az ágy másik végében találták meg Jason holttestét, akit közelről lőttek kétszer fejbe. A gyilkos véres cipőlenyomatokat hagyott hátra, amelyek nagyon hasonlítottak a Wallin gyilkosságnál találtakra. A gyilkos több belső szervet megszúrt, mindemellett Evelyn végbelében nagy mennyiségű ondót találtak.
Egy tizenegy éves lány elmondta, hogy látott egy férfit az áldozatok otthona közelében, 11 óra körül. A lány szerint a férfi húszas éveiben járt. A leírás illett arra a férfira, akit jelentettek a rendőrségnél mert újságokat kéregetett emberektől.
Dan Meredith kocsija eltűnt a ház elől, ahol korábban parkolni látták a szomszédok. Később megjelent Karen Ferreira, aki fiát, Davidet kereste, akit sógornőjénel, Evelynnél hagyott. Senki sem találta a gyermeket, de találtak egy golyó ütötte lyukat egy párnán abban a bölcsőben, ahol a gyermek aludt, körülötte rengeteg vérrel. Később kiderült Chase ivott Evelyn véréből és a fürdőszobában megcsonkította a babát; felnyitotta koponyáját és az agy darabjait a kádba szórta. Ekkor azonban kopogtattak (egy 6 éves kislány, aki Jasonhoz jött játszani) és Chase elmenekült a testtel. Hazavitte, levágta a fejét és több szervét megette. Chase úgy gondolta megmenekült és nem is sejtette, milyen közel vannak a rendőrök ahhoz, hogy megtalálják. Meredith autóját nem messze találták meg benne a kulcsokkal.

## A nyomozás és elfogatás
A szakértők profilt készítettek, miszerint a keresett gyilkos a húszas éveiben lehetett, vékony és alultáplált volt. Valószínűleg munkanélküli, egyedül él, és paranoid. Miután minden használható információt összegyűjtöttek, fantomképet készítettek. A leghasználhatóbb információkkal Nancy Holden szolgált. Ugyanaznap, amikor Edwardsék betörőt kaptak rajta, Nancy is találkozott egy furcsa alakkal. Épp vásárlásból tartott haza, amikor Chase elkezdett felé közelíteni, a nő erre megpróbált kitérni előle, de az feltett egy furcsa kérdést: "Te is ott voltál azon a motoron, amikor Kurt meghalt?"
Nancy nagyon megrémült hiszen tíz évvel azelőtt randizott egy Kurt nevű fiúval, aki motoron halt meg. Megkérdezte a férfitól, hogy ki ő. A férfi megmondta a nevét; Rick Chase. Chase-t a középiskolából ismerte, de nem is hasonlította arra a szorgalmas jó megjelenésű fiúra, akire ő emlékezett. Hallotta, hogy Chase-nek gondjai voltak a drogokkal, az alkohollal és most saját szemével látta a hatást. Chase koszos és ideges volt. Beszélt vele egy kicsit majd otthagyta, Chase azonban követte a parkolóba. Nancy beült az autóba, feltekerte az ablakokat és gázt adott. Később meglátta a Chase-ről készült fantomképet. Más nyomra is bukkantak a nyomozók. Megtudták, hogy Chase 1977-ben .22-es kaliberű félautomata pisztolyt vásárolt. Január 10-én pedig lőszert is vett hozzá.
Miután hallottak Nancy Holdentől Chase-ről, utánanéztek és kiderítették hogy megszökött a kórházból, hogy Nevadában letartóztatták, valamint drogproblémái voltak. Az utolsó gyilkosság után három nappal, egy szombati napon felkeresték Chase Watt Avenue-i lakását. Chase nem nyitott ajtót, a nyomozók úgy döntöttek várnak egy kicsit. Végül feltűnt Chase egy dobozzal a kezében és autója felé tartott. A rendőrök letartóztatták, Chase nagy ellenállást mutatott. Dzsekijén és cipőjén is vér volt találtak nála egy .22-es kaliberű fegyvert, ami szintén véres volt. Hátsó zsebében megtalálták Dan Meredith levéltárcáját és egy kesztyűt. A nála lévő dobozban véres papír-és rongydarabokat találtak. Chaset a rendőrségre vitték és megpróbálták rávenni, hogy valljon. Chase beismerte, hogy kutyákat gyilkolt, de az emberöléseket makacsul tagadta. Közben átkutatták Chase lakását annak reményében, hogy megtalálják a hiányzó kisbabát. Ám amit a házkutatás során találtak az undorító volt. Az egész lakás véres volt, beleértve az ételeket és a poharakat. A konyhában kis csontdarabokat találtak, a hűtőben pedig testrészekkel teli tálakat. Egy tartályban emberi agyszöveteket találtak. Emellett találtak három nyakörvet is de állatokat sehol. A nyomozók elmentek Chase anyjához is, aki korántsem volt együttműködő, attól függetlenül, hogy a rendőrök mit találtak fia lakásán.
Elfogása után tett nyilatkozatában azt állította, hogy édesanyja folyamatosan szappannal mérgezte. "Anyám kisgyerekkoromtól mérgezett, egészen addig míg 20 nem lettem. Ez felborította az anyagcserémet, visszavetette a növekedésemet, és lehetetlenné tette, hogy normális életet éljek."

## A per
Chase védőügyvédjének Farris Salamyt nevezték ki. Közben Chase beismerte, hogy állatokat ölt meg és a vérüket itta mert erre volt szüksége. Ez idő alatt még mindig keresték az eltűnt babát, végül március 24-én találtak rá, egy templom szolga találta meg a gyermek maradványait egy dobozban. A baba fejét a teste alá tették, a test részben mumifikálódott. Megállapították, hogy fejbelőtték, több szúrt seb volt a testen és több bordát el is törtek. A test alatt találtak néhány kulcsot, ami illett Dan Meredith autójához. Az államügyész, Ronald W. Tochterman Chase halálbüntetését javasolta. Az ügy helyi közismertségére hivatkozva a tárgyalás más helyen történő lefolytatását kérelmezték, az új helyszínt a 120 mérfölddel délebbre eső Santa Clara megyében jelölték ki. Chase-t tucatnyi pszichiáter vizsgálta meg. Az egyik szerint szkizofrén volt, a másik szerint antiszociális személyiség. Chase elmondta szerinte a vér gyógyító hatással volt rá. Tisztában volt cselekedeteivel és azok helytelenségével.

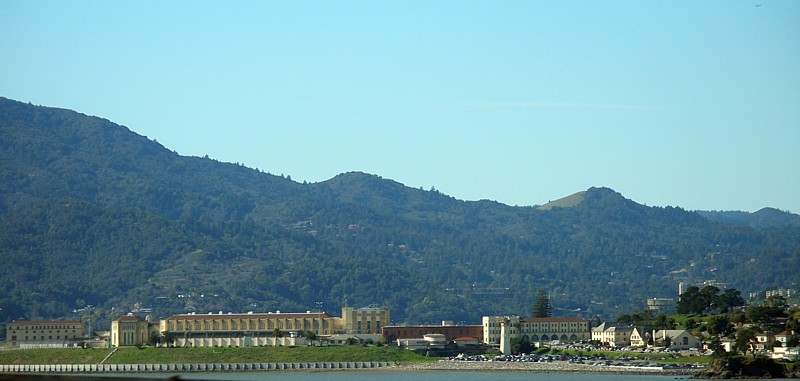
San Quentin Börtön, ahol haláláig fogva tartották

A per 1979. január 2-án vette kezdetét, Chase-t 6 gyilkosság elkövetésével vádolták. Az ügyész sokszor hangsúlyozta, hogy Chase gyilkosság szándékával lépett minden áldozatához és gumikesztyűt is vitt magával. 250 bizonyítékot mutatták be, melyek közül a legjelentősebb Dan Meredith tárcája és a .22-es kaliberű fegyver volt. Az első tanú David Wallin volt, akit közel 100 másik követett. Majd Chase vallott. A férfi borzasztó állapotban volt, 48 kilóra (107 pound) fogyott, szemei beestek és mattok voltak. Elmondta, hogy a Wallin gyilkosság alatt félig tudatában volt tettével, elismerte, hogy ivott a nő véréből, ugyanis a saját vére mérgezett volt, és így idegenekével kellett pótolnia azt, hogy életben maradjon. A többi gyilkosságról nem mondott sokat, de arra emlékezett, hogy fejbe lőtte a babát és levágta a fejét, majd egy vödörbe tette, annak reményében, hogy még több vért tud szerezni. Állítása szerint problémái onnan erednek, hogy tinédzserként nem tudott szexuális kapcsolatot létesíteni lányokkal, és bocsánatot kért elkövetett rémtetteiért. A védelem a halálbüntetés elkerülését kérte, arra hivatkozva, hogy elmebeteg és sosem kapott megfelelő kezelést. Tochterman viszont arra hivatkozva támogatta a halálra ítélést, hogy Chase tudatában volt tettei súlyának, egy szexuális szadista volt, akin nem lehet segíteni.
1979. május 8-án öt négy és fél órai tanácskozás után az esküdtszék Chase-t bűnösnek találta mind a hat gyilkosságban, elutasították az elmebetegségre való hivatkozást is. Ítéletük szerint Chase-t a San Quentin börtönbe küldték, ahol gázkamra általi kivégzés várt rá. A San Quentin gázkamráiban nem végeztek ki senkit 1967 óta, az USA-ban így ő lett a 16-ik elítélt , aki kivégzésére várt. A halálos ítéletet május 17-én jelentették be. 
Júniusban újabb tárgyalásra került sor. A 8 nőből 4 férfiból álló esküdtszék, fenntartotta a halálbüntetést, a bíró John Schatz indoklása szerint a 22 hónapos gyermek brutális meggyilkolása önmagában is elég lett volna a halálbüntetéshez. Az ítélet hirdetés előtti nyilatkozatában az őt üldözőkről és megmérgezni akarókról beszélt. Mikor a bíró megerősítette a halálbüntetést, Chase kitört: "De rajtam agymosást hajtottak végre! Összeesküdtek ellenem és még most is mérgeznek.
Chase-zel ezután interjút készítettek, ahol elmondta, hogy azért ivott a vérből, mert azt hitte, hogy saját vére elporlad és helyettesíteni kell, különben meghal. Elmondta, hogy az első gyilkosságot azért követte el, mert anyja nem engedte meg neki, hogy a családdal töltse a karácsonyt. Elmondta, azért ölt, hogy megmentse életét. Ekkor mesélt először a "szappantartó mérgezésről" (soap-dish poisoning). Elmagyarázta, ez azt jelenti, hogy ha felemeli valaki a szappant és alatta a tartó száraz, akkor nincs semmi baj, de ha a tartó a szappantól ragacsos, akkor az mérgezést jelent, ami porrá változtatja az ember vérét és elemészti az energiát. Azt is elmondta, hogy ő valójában zsidó – nem volt az – és a nácik üldözték mert Dávid-csillag volt a homlokán, ami szintén nem volt. Továbbá megmagyarázta, hogy a nácik csatlakoztak az UFO-khoz, és telepatikusan üzentek nekik, hogy cserélje ki vérét. Az UFO-k mindenhová követték és az FBI megtalálná őket, ha rátennének egy nyomkövetőt. Az ételeket meg akarta vizsgálni, nehogy megmérgezzék. Ressler – aki az interjút készítette – megtudta, hogy a többi rab gúnyolta Chase-t és arra biztatták, hogy legyen öngyilkos. Ressler szerint át kellett volna helyezni egy pszichiátriai kórházba. Egy rövid ideig ez meg is valósult, aztán visszakerült a San Quentinbe.
Ressler megkérdezte, hogyan választotta ki az áldozatokat, erre a következőket válaszolta: 
"Lementem az utcákra keresni egy házat, aminek nyitva voltak az ajtaja. Ha az ajtó zárva volt, az azt jelentette, itt nem látnak szívesen."

## A vég
1980 karácsonya után egy nappal, december 26-án az őr benézett Chase cellájába, Chase a hátán feküdt és lélegzett. Chase nem viszonozta az őr köszönését, ami nem volt szokatlan. 11:05 az őr ismét benézett a cellába. Chase a hasán feküdt a lábai a földön voltak. Feje a matracon volt, karjai pedig a párnán, az őr ismét megszólította Chase-t, aki megint nem válaszolt, ekkor az őr bement és lehúzta a férfit az ágyról, ekkor vált egyértelművé, hogy Sacramento vámpírja, a Drakula halott.
Chase minden nap hallucinációira és depressziójára kapott 3 szem gyógyszert (Sinequan). Hetekig gyűjtötte ezeket a pirulákat, majd egyszerre bevette az összeset, és a túladagolás következtében meghalt.

## A médiában
- 1992-ben film készült Unspeakable címmel, amelynek főszereplőjének mintájául Chase szolgált.
- Az 1988-ban Sátáni megszállottság (Rampage) címmel film készült, aminek alapjául Chase szolgált, bár a valósághoz csak kevéssé kötődött a cselekmény